# Escudo de Camboya
El Real escudo de armas de Camboya fue recuperado en 1993, después de que se produjese la restauración de la monarquía. Durante el período en que el país estuvo bajo el control de los Jemeres Rojos este escudo de armas fue remplazado por un emblema circular compuesto por los elementos de la bandera.

## Descripción
El escudo de las armas reales de Camboya está compuesto por dos copas, una situada sobre la otra; sobre la superior, colocada horizontalmente, una espada sagrada surmontada por la versión camboyana del símbolo de Om. A los lados de las copas aparecen representadas dos ramas de laurel que se unen detrás de una representación de la placa de la Orden Real de Camboya. Detrás de estos elementos figura el manto real.
En la parte superior del escudo aparece la corona real de Camboya, con un rayo de luz sobre ella. 
El escudo está flanqueado por dos animales míticos: Gajasinha, en la izquierda, un león con la trompa de un elefante; y singha, que es otro león mitológico, en la derecha. Cada uno de estos animales porta un parasol de cinco niveles simbolizando al rey y la reina.
En la parte inferior, escrito en una cinta, puede leerse el lema nacional escrito en camboyano: ជាតិ សាសនា ព្រះមហាក្សត្រ ("Nación, Religión, Rey").

## Escudos históricos
Las armas reales se dejaron de utilizar a raíz de la abolición de la monarquía constitucional durante la República Jemer (1970-1975) y continuaron en desuso en la época de la Kampuchea Democrática (o régimen de los Jemeres Rojos, 1975-1979), la República Popular de Kampuchea (1979-1989) y el Estado de Camboya (1989-1993). Fueron recuperadas para su uso oficial con la restauración de la monarquía en la persona de Norodom Sihanuk en 1993.

Escudo de armas del Reino de Camboya (1860[3] -1970)
Emblema de la República Jemer (1970-1975)
Escudo de armas de Kampuchea Democrática (1975-1979)
Escudo de armas de la República Popular de Kampuchea (1979-1989)
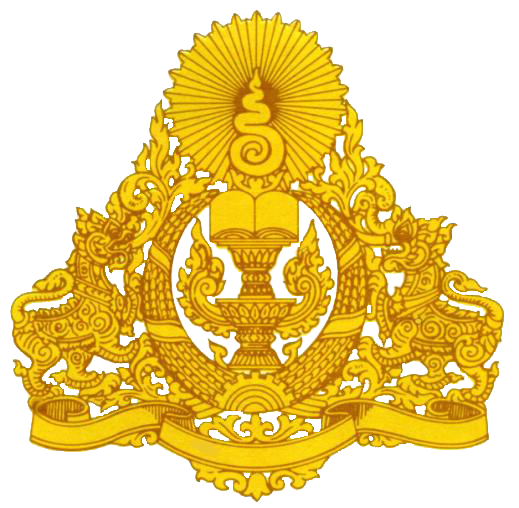
Escudo de armas del Gobierno de Coalición de Kampuchea Democrática
Escudo de armas del Estado de Camboya (1989-1991)
Escudo de armas de la Autoridad Provisional de las Naciones Unidas en Camboya (1991-1993)
Escudo de armas del Reino de Camboya (1953-1970;[1] 1993-presente)